# 佐沢定二
佐沢 定二（さざわ さだじ、1874年（明治7年）12月22日 - 1939年（昭和14年）7月8日）は、日本の政治家。衆議院議員（1期）。

## 経歴
宮崎県諸県郡、のちの北諸県郡三股町で生まれた。1894年（明治27年）熊本英学院卒。農業を営み、三股村議、同村長、宮崎県議、同副議長となる。磅村(名)赤江農場長、三股村商業組合理事長を務めた。
1936年の第19回衆議院議員総選挙において宮崎県全県区から立憲民政党公認で立候補して当選する。衆議院議員は1期務め、次の1937年の第20回衆議院議員総選挙には立候補しなかった。1939年死去。